# Маршал Баграмян (станція метро)
40°11′30″ пн. ш. 44°30′21″ сх. д. / 40.19167° пн. ш. 44.50583° сх. д.
Ма́ршал Баграмя́н — станція Єреванського метрополітену, відкрита 7 березня 1981 р. Станція розташована між станцією «Барекамуцюн» та станцією «Єрітасардакан». Станція названа на честь радянського воєначальника, двічі Героя Радянського Союзу, Маршала Радянського Союзу — Івана Христофоровича Баграмяна.
Вестибюлі — станція розташована в центрі Єревана, в районі Кентрон (дослівний переклад «Центр») з виходом на Проспект Маршала Баграмяна, поряд з резиденцію Президента Вірменії, Парламентом Вірменії та парком «закоханих».
Конструкція станції — колонна трисклепінна глибокого закладення.

## Оздоблення
Склепіння спираються на квадратні колони, оздоблені білим мармуром. Колійні стіни оздоблені мармуром сірих відтінків. Підлога викладена темно-червоним гранітом. Цікава, у свою чергу і архітектура наземного вестибюля станції: через суцільне скління павільйону, спорудженого в сталевих конструкціях, проглядається зелень парку, в якому він побудований.
У протилежному глухому торці на тлі барельєфа на національну тематику встановлено бюст видатного радянського воєначальника, двічі Героя СРСР маршала Івана Христофоровича Баграмяна, уродженця вірменської родини в Азербайджані, який помер в 1982 році.